# Sărand
Sărand (węg. Szaránd) – wieś w Rumunii, w okręgu Bihor, w gminie Copăcel. W 2011 roku liczyła 542 mieszkańców.